# 罗斯玛丽·海沃德
罗斯玛丽·海沃德（英語：Rosemary Hayward，1980年11月10日—），澳大利亚女子田径运动员，主攻400米赛跑。她曾代表澳大利亚参加2006年英联邦运动会田径比赛，获得女子4×400米接力金牌。